# Service national des migrations (Ukraine)
Le Service national des migrations d'Ukraine (SMS) est une agence gouvernementale ukrainienne qui gère la politique dans les domaines de l'immigration (légale et illégale), de l'émigration et de la citoyenneté, ainsi que du système d'enregistrement des résidents. Créé en 2010, l'agence est placée sous la tutelle du ministère de l'Intérieur ukrainien,.